# Matija Rutar
Matija Rutar, slovenski, tovarniški delavec, član organizacije TIGR, * 1. november 1905, Čadrg, † 25. marec 1971, Jesenice.

## Življenje in delo
Rodil se je v kmečki družini. Kot zaveden Slovenec se je po fašistični ukinitvi slovenskih prosvetnih društev in šol predal boju proti nasilnemu fašizmu. Leta 1926 se je v rojstnem kraju pridružil tajni celici, ki je po tolminskih vaseh delila slovenske šolske knjige, časopise in drugo prepovedano literaturo. Z bratom Jakobom sta iz Volč v Čadrg prinesla ciklostilni in pisalni stroj, po aretaciji brata Antona aprila 1930, pa je oba stroja s še nekaterimi drugimi tigrovci odnesel v Jugoslavijo, da ju je organizacija TIGR v Ljubljani v hiši Danila Zelena uporabljala pri ilegalnem delu.
Ob aretaciji brata Jakoba je postavil zasedo v Koritih reke Tolminke in golorok napadel dva karabinjerja, rešil brata, karabinjerja pa sta panično zbežala v Tolmin. Isto noč sta brata zbežala v Jugoslavijo. Drugo jutro je fašistična policija preiskala njuno domačijo v Čadrgu, odpeljala brata Jožefa in dva nečaka v Tolmin, a so jih po zaslišanju izpustili. Tudi naslednje dni so v Čadrgu preiskovali vse hiše, senike in okoliške gozdove ter vse hiše s priimkom Rutar v Čadrgu in bližnjih zaselkih V Borgu, Dolenjem Koncu in Na Križu. Po neuspešnem iskanju so policisti vsak dan prihajali in nadlegovali družino pobeglih, vse dokler na pošti v Tolminu niso zasegli njune dopisnice poslane iz Ljubljane. Brata sta na Jesenicah sodelovala s tigrovci in nosila pošto na mejo kjer so jo prevzemali tigrovci s Primorske. Po enem letu sta dobila zaposlitev v jeseniški železarni. Ob napadu na Jugoslavijo sta se pridružila Soški legiji. Po kapitulaciji pa sta se vrnila na Jesenice in se kot progovna delavca zaposlila na železnici in sodelovala z narodnoosvobodilno borbo. Kasneje je gestapo Rutarja aretiral. V begunjskih zaporih so ga hudo mučili ter nato poslali v Koncentracijsko taborišče Dachau. Po osvoboditvi se je bolan vrnil in se zaposlil v jeseniški železarni. Bil je invalidsko upokojen, živčna bolezen ga je gnala v obup, nazadnje si je sam vzel življenje. 